# Заслужений метролог України
Заслужений метролог України  — державна нагорода України — почесне звання України, яке надається Президентом України відповідно до Закону України «Про державні нагороди України». Згідно з Положенням про почесні звання України від 29 червня 2001 року, це звання присвоюється:
|  | спеціалістам та науковцям, які працюють у сфері метрології та метрологічної діяльності у промисловості, будівництві, сільському господарстві, у сферах наукової та науково-технічної діяльності, освіти та охорони здоров'я за значний внесок у розвиток наукової та прикладної метрології, державної метрологічної системи, підвищення ефективності виробництва |

Особи, яких представляють до присвоєння почесного звання «Заслужений метролог України», повинні мати вищу або професійно-технічну освіту.
Почесне звання встановлене Верховною Радою України Законом № 1765-IV від 15 червня 2004 року «Про внесення змін до Закону України „Про метрологію та метрологічну діяльність“».